# Esico di Ballenstedt
Esico di Ballenstedt (... – 1060 circa) fu il capostipite degli Ascanidi, il più antico membro conosciuto della sua dinastia. Esico fu il conte di Ballenstedt dal 1036 circa al 1060, e i suoi possedimenti divennero il nucleo del successivo principato di Anhalt.

## Biografia

### Genitori e fratelli
Esico è anche conosciuto come Esiko e Hesicho. A volte si presume che suo padre fosse un Adalberto di Ballenstedt, che aveva sposato Hidda, una figlia del margravio Odo I, margravio della marca sassone orientale, ma non ci sono prove concrete a sostenere questa ipotesi.  In tal modo, Esico sarebbe stato un fratello di Uta di Ballenstedt, la consorte del margravio Eccardo II di Meißen, e di Hacheza, badessa di Gernrode. Potrebbe aver avuto anche un fratello di nome Teodorico.

### Carriera
Poco si sa di lui, ma si presume che fosse conte dei sassoni di Schwabengau, Harzgau e Nordthüringgau con la sua sede al castello di Ballenstedt.
Esico fu menzionato per la prima volta in un atto del 1036 emanato dall'imperatore Corrado II, e poi fino a otto ulteriori diplomi emessi fino al 1059. È anche indicato nella cronaca del XIII secolo, l'Annalista Saxo, come Esicus de Ballenstide. Si presume che abbia ereditato vaste proprietà nella marca orientale sassone dal nonno materno e margravio Odo I. Fu il conte di Ballenstedt almeno dal 1036 fino alla sua morte nel 1060 circa.
Nel 1043 circa fondò probabilmente una collegiata dedicata a san Pancrazio di Roma e san Abbondio vicino al suo castello, il castello Ballenstedt. Fu tra i fondatori della cattedrale di Naumburg, di cui sua sorella, Uta, fu una delle principali donatrici. Si afferma occasionalmente che Esico costruì i primi edifici del castello di Anhalt nel 1050, ma altre fonti ritengono che il castello sia stato costruito dal nipote di Esico, Ottone, conte di Ballenstedt intorno al 1123.
Quando Uta ed Eccardo II morirono senza figli rispettivamente nel 1045 e nel 1046, le loro proprietà dovevano tornare all'imperatore Enrico III, ma Esico si assicurò che la maggior parte della loro eredità fosse data all'abbazia di Gernrode, dove la loro sorella, Hacheza, era badessa dal 1043.
I possedimenti di Esico divennero il nucleo del successivo principato di Anhalt.

### Matrimonio e figli
Esico era sposato con una donna di nome Matilda. Secondo l'Annalista Saxo, sposò, intorno al 1026, Matilde di Svevia, figlia di Ermanno II di Svevia e cognata dell'imperatore Corrado II. Questo è possibile, poiché si pensa che il secondo marito di Matilda, Federico di Bar, sia morto intorno al 1026 (sebbene possa essere vissuto fino al 1033). In alternativa, sua moglie potrebbe essere stata Matilda di Werl.
Con sua moglie, Esico ebbe tre figli:
- Adalberto II, conte di Ballenstedt, succeduto a Esico come conte di Ballenstedt[2];
- Adelaide di Ballenstadt, moglie di Thiemo di Schraplau;
- Ottone.